# Ichneumon broweri
Ichneumon broweri là một loài tò vò trong họ Ichneumonidae.